# Verbandsgemeinde Asbach
La comunità amministrativa di Asbach (Verbandsgemeinde Asbach) si trova nel circondario di Neuwied nella Renania-Palatinato, in Germania.

## Comuni
Fanno parte della comunità amministrativa i seguenti comuni:
| Comune, città           | Sup. (km²) | Abitanti |
| ----------------------- | ---------- | -------- |
| Asbach                  | 38,58      | 7 531    |
| Buchholz (Westerwald)   | 20,62      | 4 614    |
| Neustadt (Wied)         | 35,81      | 6 544    |
| Windhagen               | 13,11      | 4 345    |
| Verbandsgemeinde Asbach | 108,12     | 23 034   |

(Abitanti al 31 dicembre 2021)